# Stemona japonica
Stemona japonica là một loài thực vật có hoa trong họ Stemonaceae. Loài này được (Blume) Miq. miêu tả khoa học đầu tiên năm 1867.